# 출입국·외국인정책본부
출입국·외국인정책본부(出入國·外國人政策本部, 영어: Korea Immigration Service, KIS)는 대한민국 법무부의 하부조직이다. 경기도 과천시 관문로 47 정부과천청사 1동에 위치하며, 본부장은 고위공무원단 가등급에 속하는 일반직공무원 또는 검사로 보한다.

## 직무
- 출입국관리행정에 관한 종합계획의 수립·시행
- 출입국관리행정 공무원의 배치·교육훈련 및 복무감독
- 출입국·외국인청, 출입국·외국인사무소, 출장소 및 외국인보호소의 조직·정원관리와 예산에 관한 사항
- 출입국·외국인정책 관련 국제협력에 관한 사항
- 내·외국인 출입국심사 및 남북왕래자의 출입심사에 관한 사항
- 입출항 선박 등의 검색 및 상륙허가에 관한 사항
- 출입국규제 및 대테러에 관한 사항
- 자유무역협정 등 출입국·외국인정책 관련 국제협약의 체결·개정 협상에의 참가·지원에 관한 사항
- 사증정책 및 사증발급에 관한 사항
- 외국인 체류관리정책 및 등록에 관한 사항
- 취업활동을 할 수 있는 외국인의 체류에 관한 사항
- 「재외동포의 출입국과 법적지위에 관한 법률」 제2조에 따른 재외동포의 입국·체류 및 사증 등에 대한 정책 수립·시행 및 총괄·조정
- 출입국관리법령 위반자 단속, 조사 및 심사결정 등에 관한 사항
- 외국인 관련 정보·첩보의 수집 및 동향조사 등에 관한 사항
- 외국인 보호 및 보호외국인 강제퇴거 등에 관한 사항
- 외국인정책기본계획 및 시행계획의 수립 및 점검·평가업무 총괄
- 출입국·외국인정책본부 소관 법령의 입안에 관한 사항
- 중앙행정기관 및 지방자치단체와의 외국인정책에 관한 협의·조정
- 국적의 취득 및 상실 등에 관한 사항과 복수국적자에 대한 관리
- 난민의 인정, 불인정 등에 관한 사항과 난민의 사회정착 지원
- 재한외국인의 국내 생활에 필요한 기본지식 교육 및 정보 제공 등 사회적응 지원시책 총괄
- 다문화(多文化)의 이해 증진에 관한 사항
- 재한외국인의 차별방지, 인권보호 및 권익증진에 관한 사항
- 출입국·외국인정책 관련 업무에 관한 정보화계획의 수립 및 각종 정보시스템의 관리·개선에 관한 사항
- 여권·사증 등 각종 문서의 위조·변조 감식 및 분석에 관한 사항
- 출입국·외국인행정 관련 제증명에 관한 사항

### 국경 관리
2012년 1월부터 외국인을 대상으로 지문, 얼굴정보 확인 제도를 시행한다.

## 연혁
- 1961년 10월 2일: 법무부 검찰국에 출입국관리과 설치.[2]
- 1962년 5월 21일: 법무국의 하부조직으로 변경.[3]
- 1967년 3월 30일: 법무실의 하부조직으로 변경.[4]
- 1970년 2월 27일: 차관 직속 출입국관리담당관실로 개편.[5]
- 1970년 8월 20일: 출입국관리국으로 개편.[6]
- 2006년 2월 3일: 난민인정 업무와 외국국적 동포에 대한 체계적 관리를 위한 사무를 관장하도록 함.[7]
- 2007년 5월 4일: 출입국·외국인정책본부로 개편.[8]

## 조직
본부장 아래 2단 9과를 두며, 단장은 고위공무원단 나등급에 속하는 일반직공무원으로, 과장은 3급 혹은 4급 일반직공무원으로 보한다.

## 사건·사고 및 논란

### 이민청 또는 다문화청 신설 추진
2004년 3월 22일 법무부는 지난 1년간 정책업무의 가치와 지향을 정리한 ‘인권존중의 법질서’라는 정책자료집에서 출입국관리 행정의 전문성과 독립성을 확보하기 위해 출입국관리국을 외청으로 승격시켜 2010년까지 이민청을 설립한다는 제도개혁안을 발표했다. 법무부는 이민청 신설에 앞서 출입국관리국에 영주, 귀화, 국적 회복 등 국적 업무를 다루는 국적난민과를 운영한다는 방침이다.
한편, 법무부의 이민청 설립안에 대해 동포청 설립을 요구해온 재외동포 운동가들은 우려를 나타내고 있다. 김종헌 동북아평화연대 간사는 "동포전반에 대한 정책없이 이민청을 만든다는 발상자체가 졸속"이라며 "재외동포 전반을 아우를 수 있는 동포청 설립이 시급하다"고 주장했다.
2010년 3월 23일 석동현 출입국·외국인정책본부장은 서울특별시 서초구 서초동의 한 식당에서 가진 '찰스 한스 국제이주기구(IOM) 이민정책연구원 초대 원장 취임 기자간담회'에서 결혼이민자와 이주노동자 등의 이민문제를 포함한 외국인 정책을 전담하는 별도의 정부기구 설립을 핵심으로 하는 이민정책 관련 중장기 사업 방안을 일부 공개했다. 석동현 출입국·외국인정책본부장은 "국내에 체류하는 외국인이 급속히 증가하는 현실을 고려해 향후 '이민청'이나 '다문화청' 등의 이름으로 독립된 외청을 세워 이민정책을 전담하도록 하는 방안을 구상하고 있다"고 말했다. 그는 "이는 장기 계획일뿐 구체적으로 검토된 바는 없다"면서도 "결혼이민자 등 우리 사회가 직면한 다양한 이민문제를 정책적으로 접근하기 위해 긍정적으로 검토할 필요가 있다"고 덧붙였다.
법무부에 따르면 2009년 말 현재 국내 체류 외국인은 모두 117만여명이며, 이 중 유학생과 단기체류자를 제외하고 국내 정착 가능성이 큰 외국인 수는 92만여명 (78%)에 이를 것으로 추산된다. 석동현 출입국·외국인정책본부장은 "그동안 '이민'이라는 개념은 주로 외국에 나가서 사는 것을 생각했지만, 이제는 국내에 정착하는 외국인 이민자 문제가 현실화됐다"며 "정책적인 틀을 만들어 놓지 않으면 미래 우리 사회가 큰 난관에 직면할 것"이라고 강조했다.
2011년 1월 12일 이귀남 법무부 장관은 동아일보와의 인터뷰에서 외국인정책을 총괄 전담할 이민청 신설의 필요성을 강조했다. 이귀남 장관은 "과거 일본이 외국인의 이민을 굉장히 억제하다 보니 사회가 정체되고 활력이 떨어지는 부작용이 나타났다."면서 "우리 사회가 다문화사회로 변해가고 국가경쟁력 제고를 위해" 현실적으로 이민청 같은 외국인 통합 정책기구가 필요하다는 주장을 했다. 방법은 법무부의 출입국·외국인정책본부를 ‘이민청’(가칭)으로 승격시킨다는 것이다.
2011년 3월 8일 IOM이민정책연구원 정기선 박사는 세계일보와의 인터뷰에서 이민청 설립에 대한 고민이 필요하고 언급하였다. 이민자들이 초기 적응을 통해 영주권과 시민권을 얻으면서 국가의 일원이 되기까지 많은 과정이 있기 때문에 법무부 단독으로 할 수 없고 보건복지부와 고용노동부, 여성가족부, 교육과학기술부 등 모든 부처가 합을 합쳐야 한다는 것이다.
2011년 5월 26일 서울특별시 영등포구 여의도동 국회도서관에서 '한국의 이민정책을 말한다'를 주제로 열린 이번 포럼은 법무부와 국회다문화포럼, 국제이주기구(IOM) 이민정책연구원, 한국다문화센터가 공동주최하고 연합뉴스가 후원하여 열린 이민정책포럼에서 한국다문화센터 김성회 사무총장은 정부의 이민·다문화정책의 문제점으로 다문화에 대한 국민적 합의 부족, 통합적 컨트롤 타워의 부재, 특정 분야로 예산 편중 등을 꼽으면서 이민·다문화청 설립의 필요성을 제기했다. 김성회 사무총장은 우선 다문화 문제가 단순히 다문화가족을 비롯한 이민자들의 인권이나 복지 문제에 한정된 것이 아니라 국가정체성과 정책기조와 관련한 것이라고 지적했다.
김성회 사무총장은 특정 분야로 예산의 쏠림현상이 심각하다며 2011년 관련 예산계획을 보면 전체 예산 1천460억원 가운데 결혼이주여성과 그 자녀에 대한 사업이 약 816억원이고, 40만명에 달하는 국내 체류 중국동포에 대한 예산은 1천200만원에 불과하다고 말했다. 그는 "이러한 편중현상은 사업별 담당부서가 분리돼 있기 때문으로 판단된다"며 "다문화정책의 불균형 예산은 다문화 사회발전을 저해할 뿐 아니라 또 다른 차별이나 갈등을 야기하며, 예산 낭비와 국가적 비용을 발생시킬 수밖에 없는 상황"이라고 경고했다. 결국 독일(연방이민난민청), 영국(국경관리청), 프랑스(이민 통합 국가정체성 및 공동발전부), 캐나다(국적이민부), 호주(이민국경안보부) 등 선진국처럼 이민·다문화 관련 업무를 통합적으로 담당할 기구 설립이 해법이라고 그는 제시했다.
삼성경제연구소 최홍 선임연구원은 '한국의 이민정책 방향'이란 주제발표에서 이민에 대한 정부 차원의 전략이나 사회적 합의가 부재하다는 지적에 공감하면서 이민정책의 방향을 철학(전략)과 수용능력(사회 인프라), 제도(실천과제) 등 세가지 층위로 나눠 제언했다. 최홍 선임연구원은 "시민 개념을 국적자 중심에서 체류자까지 포괄토록 외연을 확장해 국적자가 갖는 권리와 의무를 구분하되 경제활동에 있어서 차별을 철폐해야 한다"며 "또 이주민들을 위한 별도의 거버넌스를 지양하고 내국인과 차별 없는 보편적 거버넌스를 구축해야 한다"고 지적했다. 그는 "일관된 정책을 추진하기 위해선 중장기적으로 이민청 등 이민정책을 총괄 기획할 수 있는 컨트롤 타워의 설치를 검토해야 할 것"이라고 말했다.
2011년 7월 10일 기획재정부는 ‘이민전담기구 설치를 위한 해외사례 분석과 외국 고급인력 유치를 위한 정책연구’ 용역을 공고했다. 정부는 현재 2.5% 수준인 외국인 체류비율이 2020년이면 갑절 가까이 늘어 5%를 상회할 것으로 추정하고 있다. 정부는 이에 따라 독일 연방이민난민청, 영국 국경관리청, 호주 이민국경안보부, 캐나다 국적이민부 등 선진국의 이민 정책 관련 정부 시스템을 살펴 이민전담기구의 청사진을 그릴 계획이다. 이민청 설립에 기획재정부가 선제적으로 나선 것은 전 세계에서 가장 빠른 인구고령화 속도를 감안해 외국인 인력정책을 하루 속히 짜야만 경제가 활력을 잃지 않을 수 있다는 문제의식에 따른 것이다.
윤증현 전 기획재정부 장관은 2011년 초 외국인력 도입 등 이민정책을 총괄할 가칭 ‘이민청’을 설립하는 방안을 검토할 필요가 있다는 의견을 밝힌 바 있다. 이런 구상에 따라 재정부는 전문 연구기관의 연구용역을 거쳐 중장기적인 이민청 설립방안을 법무부·여성가족부 등 관계부처와 검토할 방침이다.